# Kiemławki Małe
Kiemławki Małe (Duits: Klein Kemlack) is een plaats in het Poolse district  Kętrzyński, woiwodschap Ermland-Mazurië. De plaats maakt deel uit van de gemeente Barciany en telt 50 inwoners.